# Xylopsocus intermedius
Xylopsocus intermedius är en skalbaggsart som beskrevs av Damoiseau in Damoiseau och Coulon 1993. Xylopsocus intermedius ingår i släktet Xylopsocus och familjen kapuschongbaggar. Inga underarter finns listade i Catalogue of Life.